# 이시이 야스하루
이시이 야스하루(일본어: 石井 康晴, 1969년 6월 5일 ~ )는 일본의 TBS의 제작 1부 소속의 텔레비전 드라마 연출가, 영화 감독이다. 와세다 대학 졸업.
1992년 TBS 입사. 입사 후 잠시 예능 프로그램이나 다큐멘터리 프로그램의 연출을 담당. 이후 드라마 제작에 이동. 연출 보조(조연출)를 거쳐, 1999년 《천국에 가장 가까운 남자》로 첫 연출(연출 보조 겸임). 1999년부터 2000년에 걸쳐 방송 된 《나쁜 여자 시리즈》에서 본격적으로 연출을 다룬다. 이후 《M의 비극》, 《보이스 레코더 VOICE RECORDER ~ 남겨진 음성 기록》(2005년 이사 겸임)에서 사회 파 작품을 남긴다. 대표작으로 《꽃보다 남자》(2005년), 《쿠로사기》(2006년)등이 있다.
2008년에 공개된 영화 《극장판 쿠로사기》로 영화 감독으로 데뷔하였다.

## 연출 작품

### 영화
- 2008년 《극장판 쿠로사기》
- 2008년 《꽃보다 남자 파이널》

### 텔레비전 드라마
- 천국에 가장 가까운 남자 (1999년)
- 무서운 동화 (1999년)
- 나쁜 여자 '플레이어' (1999년)
- 나쁜 여자 "점쳐버릴거야" (2000년)
- 나쁜 여자 "셔플" (2000년)
- 여기가 이상해, 일본인 (2000년)
- 나카이 마사히로의 가족 회의를 열자!
- 나카이 마사히로의 금요일의 스마들에게 MEGUMI·RIE·KANAKO (2001년 ~ 2003년)
- 돌 하우스~ 특명 여성 수사반~ (2004년)
- 세상의 중심에서 사랑을 외치다 (2004년)
- M의 비극 (2005년)
- 나카이 마사히로의 금요일의 스마들에게·행복 여인들 (2005년)
- 보이스 레코더 VOICE RECORDER~ 남겨진 음성 기록~ (2005년)
- 꽃보다 남자 (2005년)
- 백야행 (2006년)
- 쿠로사기 (2006년)
- 꽃보다 남자 리턴즈 (2007년)
- 농담이 아니야! (2007년)
- 야마다 타로 이야기 (2007년)
- 유성의 인연 (2008년)
- 스마일 (2009년)
- 엽기인걸 스나코♥ (2010년)
- 신참자 (2010년)
- 수의사 두리틀 (2010년)
- 런 어웨이~ 사랑하는 너를 위해 (2011년)
- 최고의 인생의 끝나는 방법~ 엔딩 플래너~ (2012년)
- NTT 도코모 20주년 스페셜 드라마 꿈의 문 특별편 "20년 후의 너에게" (2012년)

### 연출 보조
- 혼자만의 너에게 (1998년)
- 천국에 가장 가까운 남자 (1999년)
- 독신 생활 (1999년)
- 사탕 수수밭의 노래 (2003년, 2004년)

### 프로듀스
- 보이스 레코더 VOICE RECORDER~ 남겨진 음성 기록~ (2005년)
- 엽기인걸 스나코♥ (2010년)